# Rebroussementsstation
En rebroussementsstation (fransk: 'vending', 'vende om') er en jernbanestation på en strækning, hvor togene kun kan køre ind i den ene ende. Toget skal dermed forlade stationen i samme retning, som det kom ind – det rebrousserer. Rebroussementsstationer er som oftest bygget af pladshensyn, hvor jernbanesporene på grund af eksisterende byggeri kun med store omkostninger kan føres gennem byen. Stationer, hvor togene kan køre ud i hver sin ende af stationen, kaldes gennemkørselsstationer. 
Rebroussementsstationer kaldes populært også for sækbanegårde, idet de ligesom en sæk kun har et “hul”. Jernbanernes personale taler også om at "vende skarpt".

## Historie
Rebroussementsstationer blev bygget i jernbanens tidlige periode i anden halvdel af det 19. århundrede. Man ønskede at bygge banegårdene så tæt på centrum som muligt, hvor det imidlertid ikke var muligt at føre spor gennem den allerede etablerede bykerne uden at ødelægge eksisterende bygninger. Med en rebroussementsstation kunne man nøjes med at lægge skinner ind til byen fra én side og så i øvrigt fordele trafikken videre ud fra en ring rundt om byen, hvor der endnu ikke var bebyggelse. Alternativt lagde man – særligt i større byer – flere rebroussementsstationer omkring bykernen, som så betjente baner fra forskellige retninger. Ofte har sådanne banegårde navn efter banens retning, f.eks. verdenshjørne (som i Wien Westbahnhof) eller destination (som i Gare de Lyon i Paris).
Damplokomotiverne, som dengang trafikerede jernbanestrækningerne, skulle alligevel skiftes forholdsvis ofte på de lange ruter, da lokomotiverne skulle optankes med kul og vand. Derfor udgjorde rebroussementsstationerne ikke det store problem på den tid. Først da diesel- og ellokomotiverne blev taget i drift var stationerne upraktiske. I dag har mange lokomotivtrukne tog styrevogn i modsatte ende af lokomotivet eller er erstattet af togsæt (som f.eks. det danske IC3 eller det tyske InterCityExpress), og for disse tog udgør rebroussementsstationen ikke noget større praktisk problem, da der ikke er brug for at tilkoble et nyt lokomotiv, når kørselsretningen ændres.
Mange store byer i Europa har rebroussementsstationer, f.eks. Leipzig, München, Frankfurt am Main, Wien, Zürich, Paris, Madrid og London.
I Danmark har man løbende ombygget rebroussementsstationerne, men stationerne i Lemvig, Struer og Esbjerg fungerer fortsat som rebroussementsstationer; fra Struer er det dog også muligt at fortsætte til Thisted ad et gennemgående spor. På Aarhus Hovedbanegård rebrousseres de fleste tog, omend Aarhus Letbane gennemkører til resten af byen. Langt flere stationer i Danmark var oprindelig rebroussementsstationer, hvorfor der hyppigt blev rebrousseret på det danske jernbanenet. F.eks. skulle der ved gennemkørsel af den østjyske længdebane rebrousseres hele fem gange: på Øster Ørsted, Flensborg, Fredericia, Aarhus og Randers stationer. Endestationer på slutningen af en jernbanestrækning defineres ikke som rebroussementsstationer, hvorfor f.eks. Helsingør, Sønderborg og Frederikshavn stationer ikke regnes som sådanne. Det skyldes, at toget på en sådan station ikke skal vende for at køre videre ad strækningen. På andre sprog har man imidlertid andre udtryk for banegårde, der ender blindt. På tysk kaldes en sådan banegård Kopfbahnhof, på engelsk terminus. I disse lande dækker betegnelsen både rebroussementsstationer og endebanegårde.
For at styrke den kollektive trafik bliver flere rebroussementsbanegårde i Europa ombygget. I Zürich er den eksisterende banegård udvidet og der er bygget en gennemkørselsstation for fjerntrafikken. Også i Wien er gennemført et lignende projekt, hvor den eksisterende Südbahnhof er erstattet af en ny banegård – Hauptbahnhof Wien – med gennemkørsel, og i Stuttgart ombygges den eksisterende banegård til en gennemkørselsstation.

## Trafikafvikling
Der anvendes en række forskellige principper for afvikling af togdriften på rebroussementsstationerne. Når et lokomotivtrukket tog kører til perron på stationen skal toget "vende" for at komme ud igen. Hvis der ikke er styrevogn i den modsatte ende, er det mest almindelige princip, at man kobler et nyt lokomotiv i den anden ende af toget, hvorfra den videre kørsel styres. Det tilbageblevne lokomotiv kører dernæst ud af banegården og kobles senere på et andet tog.
Hvis der er sporskifter i stationens indre, kan man alternativt frakoble lokomotivet og føre det til vognstammens modsatte ende, således som det er muligt i f.eks. Chemnitz.
En tredje mulighed er at lade et rangerlokomotiv trække den frakoblede vognstamme ud af banegården, hvorefter lokomotivet kan køre ud for at tilkoble sig den anden ende af toget.
Rebroussementsstationer er praktiske set ud fra et pladshensyn, fordi der kun skal føres skinner gennem et tracé i byen. Dermed har man ofte kunnet anlægge stationerne forholdsvis centralt. Endvidere er rebroussementsstationer ideelle i et tilgængelighedsmæssigt perspektiv, fordi man kan bevæge sig niveaufrit mellem perronerne, da man ikke behøver broer eller underføringer for at krydse sporene.
Stationstypen har imidlertid en række ulemper. Togene skal bruge mere tid, når de skal skifte retning, og stationerne kræver mere plads, fordi der er brug for flere spor når de ankommende og afgående tog skal bevæge sig mod hinanden på samme strækning. Rebroussementsstationer skal som regel også have mere personale, primært til rangering, hvis der skal indsættes et nyt trækkende lokomotiv i den modsatte ende af toget. Dertil kommer at en del rebroussementsstationer er opbygget med stationsbygning og tværperron for enden af sporene, hvorved omløb umuliggøres. Flere af disse er også problematiske for passagerer, der skal skifte, for er der ikke etableret gangtunneler eller -broer i modsatte ende af stationerne, kan de komme ud på nogle lange traveture, hvis de skulle være så uheldige at have plads i togenderne længst væk fra stationen. Det er bl.a. tilfældet i Malmö og München.